# 22 януари
22 януари е 22-рият ден в годината според григорианския календар. Остават 343 дни до края на годината (344 през високосна година).

## Събития
- 1690 г. – Индианското племе Ирокези подписва мирен договор с британските власти в Северна Америка.
- 1723 г. – В Русия е издадена заповед за борба с некачествената продукция на Тулския оръжеен завод. Счита се, че това е първата намеса на държава за по-качествени стоки.
- 1724 г. – Петър I издава заповед за задължителното познаване на законите и указите от държавните служители и въвежда глоби за неизпълнение.
- 1771 г. – Испания отстъпва на Англия Фолкландските острови.
- 1863 г. – В Полша избухва т.нар. Януарско въстание срещу руското владичество.
- 1872 г. – Изпратени са писма от патриаршията на всички български митрополити, в които с ултимативен тон се иска да се покаят, че са нарушили клетвата си към „Великата църква“.
- 1873 г. – Султан Абдул Азис потвърждава смъртната присъда на Васил Левски.
- 1878 г. – Открити са първите български пощенски станции в Свищов, Велико Търново и Габрово.
- 1878 г. – Руски войски са съсредоточени в Одрин.
- 1893 г. – Обнародван е Законът за търговските и индустриалните марки.
- 1901 г. – Едуард VII става крал на Обединеното кралство, след като неговата майка кралица Виктория умира.
- 1903 г. – САЩ и Колумбия подписват договор за строителството на Панамския канал.
- 1905 г. – Поставено е началото на трудовото законодателство в България с приемане на Закон за защита на женския и детския труд.
- 1905 г. – Кървавата неделя в Русия: Царската лейб-гвардия открива огън срещу мирна демонстрация в Санкт Петербург, при което загиват над хиляда души; актът става повод за избухване на революцията от 1905 г.
- 1918 г. – Украинската народна република обявява независимостта си от Русия.
- 1920 г. – Учреден е Руско-български културно-благотворителен комитет с председател архимандрит Стефан в залите на Руската легация.
- 1931 г. – В Англия е открит метод за имунизация срещу детски паралич.
- 1935 г. – Съставено е петдесет и първото правителство на България, начело с Петко Златев.
- 1939 г. – В Колумбийския университет е разделен атомът на урана.
- 1941 г. – Втората световна война: Неуспешно завършва мисията на американския полковник Донован, който идва в България за да за предотврати сключването на съюз с Германия.
- 1944 г. – Втората световна война: Американската армия извършва морски десант при Анцио (Италия).
- 1944 г. – Издадена е съветска нота против строежа на германски военни кораби във Варна.
- 1945 г. – България във Втората световна война: Сремска операция на Първа българска армия, в която тя води боеве срещу германските войски, в резултат българските войски отхвърлят германските в Унгария от Югославия.
- 1947 г. – VI велико народно събрание обсъжда на първо четене законопроекта за БАН.
- 1947 г. – Стартира съдебният процес срещу нелегалната военна организация „Неутрален офицер“.
- 1972 г. – Великобритания, Дания, Ирландия и Норвегия се присъединяват към Общия пазар.
- 1973 г. – Върховният съд на САЩ разрешава абортите.
- 1973 г. – Нает „Боинг 707“ избухва в пламъци при кацане на международното летище „Кано“, Кано, Нигерия и убива 176 души.
- 1980 г. – Андрей Сахаров е арестуван в Москва.
- 1984 г. – Фирмата Apple представя първия си компютър „Макинтош“.
- 1991 г. – Регистрирана е партия Български бизнес блок.
- 1997 г. – С официалното встъпване на Петър Стоянов като президент на България започва традиция, която е последвана от Георги Първанов през 2002 и 2007 г.

## Родени
- 1440 г. – Иван III, велик княз на Московското княжество († 1505 г.)
- 1561 г. – Френсис Бейкън, английски философ († 1626 г.)
- 1592 г. – Пиер Гасенди, френски философ и математик († 1655 г.)
- 1729 г. – Готхолд Ефраим Лесинг, немски писател и драматург († 1781 г.)
- 1788 г. – Джордж Байрон, британски поет († 1824 г.)
- 1842 г. – Аугуст Стриндберг, шведски драматург († 1912 г.)
- 1861 г. – Костадин Халачев, български военен деец († 1885 г.)
- 1869 г. – Григорий Распутин, руски монах († 1916 г.)
- 1875 г. – Дейвид Уорк Грифит, американски режисьор († 1948 г.)
- 1879 г. – Асен Белковски, български художник († 1957 г.)
- 1880 г. – Фридеш Рис, унгарски математик († 1956 г.)
- 1891 г. – Антонио Грамши, италиански писател († 1937 г.)
- 1892 г. – Марсел Дасо, френски авиоконструктор († 1986 г.)
- 1904 г. – Аркадий Гайдар, руски писател († 1941 г.)
- 1904 г. – Джордж Баланчин, американски балетмайстор († 1983 г.)
- 1906 г. – Густав Себеш, унгарски футболист и футболен треньор († 1986 г.)
- 1906 г. – Робърт Хауърд, американски писател († 1936 г.)
- 1908 г. – Лев Ландау, руски физик, Нобелов лауреат през 1962 г. († 1968 г.)
- 1909 г. – У Тан, бирмански политик, генерален секретар на ООН (1961 – 1971 г.) († 1974 г.)
- 1921 г. – Арно Бабаджанян, арменски пианист и композитор († 1983 г.)
- 1926 г. – Георги Владиков, български партизанин, деец на БКП, депутат, дипломат, посланик († 1999 г.)
- 1926 г. – Слободан Сотиров, български художник от Сърбия († 2015 г.)
- 1929 г. – Петър Ебен, чешки композитор († 2007 г.)
- 1930 г. – Мариви Билбао, испанска актриса († 2013 г.)
- 1931 г. – Сам Кук, американски музикант († 1964 г.)
- 1935 г. – Григор Велев, български учен, общественик и националист († 2020 г.)
- 1937 г. – Джоузеф Уомбо, американски писател († 2025 г.)
- 1940 г. – Джон Хърт, британски актьор († 2017 г.)
- 1943 г. – Вилхелм Генацино, немски писател († 2018 г.)
- 1946 г. – Вельо Горанов, български актьор и мим († 2020 г.)
- 1953 г. – Джим Джармуш, американски режисьор
- 1954 г. – Крис Лемън, американски актьор
- 1957 г. – Пламен Бончев, български дипломат
- 1959 г. – Урс Майер, швейцарски футболен съдия
- 1960 г. – Майкъл Хътчънс, австралийски певец († 1997 г.)
- 1962 г. – Чой Мин-шик, южнокорейски актьор
- 1965 г. – Васил Илиев, български борец († 1995 г.)
- 1967 г. – Елена Панайотова, български театрален режисьор
- 1971 г. – Светлин Нончев, български футболист
- 1972 г. – Гейбриъл Махт, американски актьор
- 1973 г. – Рожерио Сени, бразилски футболен вратар
- 1974 г. – Биляна Петринска, българска актриса
- 1976 г. – Стефан Учиков, български футболист
- 1976 г. – Коста Чолаков, български журналист, педагог, бизнесмен и предприемач. Основател на Национален клуб за деца репортери и Националната детска телевизия.
- 1977 г. – Хидетоши Наката, японски футболист
- 1982 г. – Мартин Кох, немски ски скачач
- 1982 г. – Фабрицио Колочини, аржентински футболист
- 1985 г. – Мохамед Сисоко, малийски футболист
- 1985 г. – Христо Златински, български футболист
- 1987 г. – Шейн Лонг, ирландски футболист
- 1988 г. – Марсел Шмелцер, немски футболист

## Починали
- 1666 г. – Шах Джахан, император на Великите Моголи (* 1592 г.)
- 1830 г. – Анастасиос Каратасос, гръцки революционер (* 1764 г.)
- 1840 г. – Йохан Фридрих Блуменбах, германски биолог (* 1752 г.)
- 1901 г. – Виктория, кралица на Обединеното кралство (* 1819 г.)
- 1906 г. – Найден Дринов, български революционер (* 1846 г.)
- 1922 г. – Бенедикт XV, римски папа (* 1854 г.)
- 1922 г. – Камий Жордан, френски математик (* 1838 г.)
- 1922 г. – Фредрик Байер, датски политик и пацифист, Нобелов лауреат през 1908 (* 1837 г.)
- 1942 г. – Рачо Петров, български офицер и министър-председател на България (* 1861 г.)
- 1945 г. – Елзе Ласкер-Шюлер, германска поетеса (* 1869 г.)
- 1947 г. – Макс Берг, немски архитект (* 1870 г.)
- 1959 г. – Майк Хауторн, пилот от Формула 1 (* 1929 г.)
- 1967 г. – Ксенофонт Иванов, български ветеринарен лекар (* 1898 г.)
- 1973 г. – Линдън Б. Джонсън, 36-и президент на САЩ (* 1908 г.)
- 1979 г. – Али Хасан Саламех, палестински терорист (* 1943 г.)
- 1985 г. – Михаил Громов, съветски авиатор (* 1899 г.)
- 1993 г. – Кобо Абе, японски писател (* 1924 г.)
- 1994 г. – Жан Луи Баро, френски артист (* 1910 г.)
- 2008 г. – Венец Цонев, български статистик и социолог (* 1917 г.)
- 2008 г. – Хийт Леджър, австралийски актьор (* 1979 г.)
- 2024 г. – Христо Карастоянов, български писател (* 1950 г.)

## Празници
- Сейнт Винсент и Гренадини – Национален празник
- Полша – Ден на дядото